# Charles-César de Faÿ de La Tour-Maubourg
Ne doit pas être confondu avec César de Faÿ de La Tour-Maubourg.
Pour les articles homonymes, voir Fay, La Tour-Maubourg, Latour, De La Tour et Maubourg.
Charles-César de Faÿ, comte de La Tour-Maubourg (Grenoble, 11 février 1756 - Paris, 28 mai 1831) est un officier général et parlementaire français.

## Biographie

### Révolution française
Charles-César de La Tour-Maubourg est issu de la famille de Faÿ qui tire son nom de la terre de Latour en Velay, et a compté, au milieu du siècle dernier (XVIIIe siècle), un maréchal de France. » Il épouse (non commun de biens), Marie-Charlotte-Henriette Pinault de Thenelles (1760-1837).
Latour-Maubourg est colonel (mestre de camp) du régiment de Soissonnais (grade auquel il a été promu le 13 avril 1780), et chevalier de l'ordre de Saint-Louis, quand il est élu le 3 avril 1789 député de la noblesse du Puy-en-Velay aux États généraux. Latour-Maubourg l'a emporté sur Armand XXIII Jules-François, duc de Polignac, malgré l'immense faveur dont la famille de ce seigneur jouissait alors.
Latour-Maubourg a déjà fait preuve de sympathie envers la Révolution française en renonçant aux privilèges de baronnie dont il peut se prévaloir aux États de Languedoc, : « il se montre le chaud partisan de la liberté et de l'égalité, sans cesser d'être l'ami de l'ordre ».

Quand une quarantaine de députés de son ordre alla se réunir au tiers état, Latour-Maubourg, qui compte parmi ces dissidents, prononce ces paroles solennelles : 

« Nous cédons à notre conscience, mais c'est avec douleur que nous nous séparons de nos frères, nous venons concourir à la régénération publique. »

Dans la nuit du 4 août il renonce à un privilège héréditaire dans les États d'Artois, commençant ainsi « la régénération de l'État par la réforme des institutions, et la réforme des institutions par l'abolition des restes de la féodalité ».
Lorsque la guerre civile dévastait le Comtat venaissin et les départements méridionaux, il se prononça pour la réunion d'Avignon à la France ; mais, « ami sincère de la liberté, il veut que le peuple fût consulté et qu'il exprimât librement son vœu ».

#### Fuite du roi à Varennes

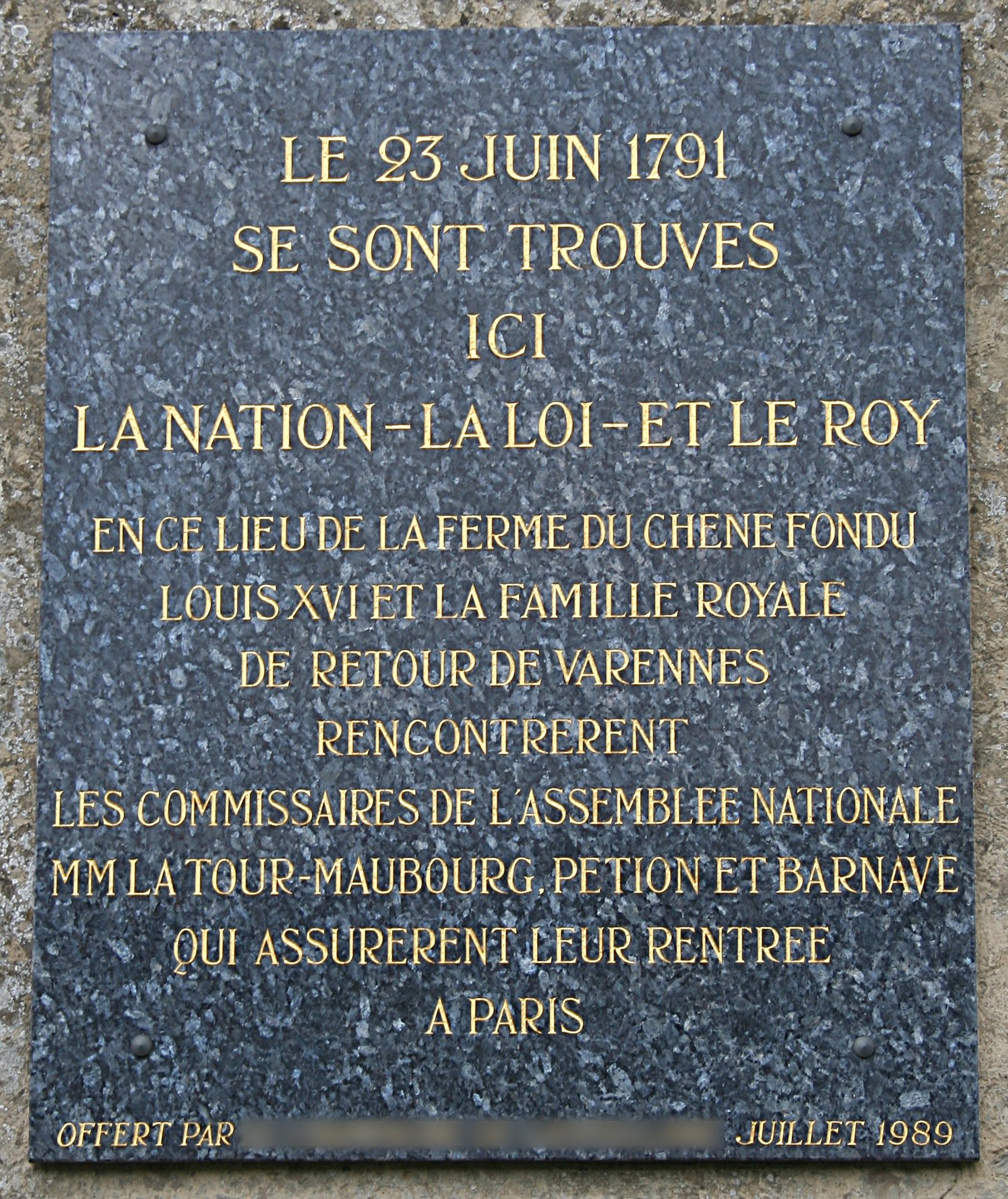
Plaque commémorative de la rencontre du 23 juin 1791 à Boursault (Marne), entre Épernay et Dormans.

Le 21 juin 1791 le lendemain de la fuite du roi, il propose de s'assurer par un nouveau serment des chefs des commandements de terre et de mer : il jure lui-même fidélité à la nation et à l'Assemblée nationale, et propose d'envoyer à toute l'armée la formule de ce nouveau serment. Le même jour, chargé par l'Assemblée d'aller délivrer deux aides de camp arrêtés par le peuple, il s'acquitte avec bonheur de cette mission difficile et périlleuse.
Lorsqu'on apprend à Paris l'arrestation du roi à Varennes-en-Argonne, il est député par l'Assemblée, avec Barnave et Pétion, comme commissaire chargé de ramener Louis XVI à Paris. Aussi dévoué au roi qu'à la constitution, Latour-Maubourg cède à ses deux collègues l'honneur de rester avec la famille royale dans l'intention, sans doute, de les intéresser à la grandeur malheureuse, et se place dans une voiture de suite, avec Mme de Tourzel. Son dévouement, à cette occasion, reste incompris de Marie-Antoinette.

#### Fait prisonnier avec La Fayette
Le 6 juillet, au moment de la déclaration de Pillnitz, lorsque la guerre parut imminente et la crainte de l'invasion étrangère rendit nécessaire la présence à leurs régiments des députés militaires, Latour-Maubourg reçoit l'ordre de rejoindre son régiment qui est à Metz et fait partie de l'armée du Centre commandée par La Fayette, qui est son ami. Devenu maréchal-de-camp le 6 février 1792, il prend le commandement de l'avant-garde après la mort du général Gouvion. « Il partage l'indignation que font éprouver à Lafayette les événements du 20 juin 1792 et s'associe à ses efforts pour en faire punir les auteurs ».
Le 10 août vient bientôt briser ses espérances. Enveloppé dans la proscription de Lafayette, il prend la fuite le 18 avec son général en chef. Il a le projet de se retirer en Hollande mais il est arrêté le 19, à dix heures du soir, avec Lafayette et plusieurs autres, par les avant-postes autrichiens. Il proteste inutilement contre son arrestation : conduit à Luxembourg et jeté dans les prisons du château avec Lafayette, Alexandre de Lameth et Bureau de Pusy, il est ensuite livré au roi de Prusse, qui le fait conduire à Wesel, puis à Magdebourg. Il y reste jusqu'en l'an III.
Lorsque Frédéric-Guillaume II de Prusse fait la paix avec la France, Latour-Maubourg considéré comme « otage de la Révolution », n'est point remis en liberté, mais est livré à Léopold II, empereur germanique et archiduc d'Autriche, qui le transfère avec ses compagnons dans les prisons de la forteresse d'Olomouc en Moravie. Alexandre de Lameth obtient bientôt sa délivrance par l'entremise de sa mère, secondée par le maréchal de Broglie, dont elle est la sœur ; mais Latour-Maubourg et ses amis, Lafayette et Bureau de Puzy, conservés par la Coalition « comme victimes expiatoires de la liberté, sont soumis à des tourments d'une cruauté révoltante, ». Latour-Maubourg « n'a pas même la consolation d'être admis à voir sa femme, qui est allée le rejoindre », pourtant, « comme Lafayette, il proteste n'avoir rien de commun avec les émigrés armés contre leur patrie ».
Le général Bonaparte, poursuivant contre l'archiduché d'Autriche le cours de ses victoires, le force au mois de vendémiaire an VI, à demander la paix à la France : les conditions en sont réglées par le traité de Campo-Formio ; et l'une de ses conditions est la mise en liberté de Latour-Maubourg et de ses compagnons. C'était pour eux la fin de la captivité, mais non de l'exil. Le comte, en restant jusqu'en 1799 à l'étranger, n'y accède point aux vues de l'émigration.
Latour-Maubourg ne rentre en France qu'après le coup d'État du 18 brumaire an VIII.

### ConsulatetEmpire
Revenu en France, il s'occupe de faire reconstruire le château familial, détruit sous la Révolution par un incendie (les demeures privées construites à cette époque sont rares...). Soucieux de la gestion de son patrimoine, il participe au financement des activités industrielles de Pierre Samuel du Pont de Nemours, fondateur de la célèbre dynastie américaine. Mais cela ne l'empêche pas d'accéder à diverses fonctions politiques.[réf. nécessaire]
Élu par le Sénat conservateur, député de la Haute-Loire au Corps législatif le 14 janvier 1801, il est secrétaire pour la session de 1803), nommé par le premier Consul membre de la Légion d'honneur le 26 novembre 1803 puis commandeur de l'Ordre le 14 juin 1804. Il est appelé au Sénat conservateur le 28 mars 1806, et en devient, en 1812, l'un des secrétaires de la haute assemblée.
Il est envoyé en 1807 en qualité de commandant militaire dans les départements de l'Orne, de la Manche, du Calvados, de la Seine-Inférieure et de l'Eure, pour l'organisation de la Garde nationale : à Cherbourg il contribue à l'achèvement des travaux du port. Les fonctions de commissaire extraordinaire lui sont confiées, en 1810, pour les départements de la Loire-Inférieure, du Morbihan, du Finistère, des Côtes-du-Nord et d'Ille-et-Vilaine.
En 1813, comme commissaire extraordinaire, il est chargé de prendre des mesures de salut public dans les départements de la Normandie, où il a été envoyé six ans auparavant. Dans toutes ces missions importantes, « il use de la dictature qui lui est conférée avec une réelle modération » (« revêtu de pouvoirs illimités, dont l'exercice touchait à l'abus, il munit une sagesse et une modération qui lui acquièrent de nouveaux droits à l'estime et à la reconnaissance du gouvernement. Partout la paix publique, la concorde entre tous les citoyens et le respect des lois sont le prix de ses efforts »).
Au Sénat, dans la séance du 3 avril de la même année, il fait un rapport sur un projet de sénatus-consulte relatif à l'augmentation de l'armée, rendue nécessaire par les désastres de la campagne de Russie (1812) et la défection du roi de Prusse ; il fait mettre 180 000 hommes à la disposition du ministre de la Guerre, et obtient la création de 4 régiments de gardes d'honneur à cheval.

### 1814-1815
Le comte César de Latour-Maubourg commandait à Caen au moment où le trône impérial tombe. Le 8 avril 1814 il donne son adhésion à la déchéance de l'Empereur et dépose les pouvoirs qu'il en a reçus. Le 11 il annonce, par un ordre du jour, que n'ayant aucun ordre du gouvernement provisoire, il cesse toute fonction mais qu'il reste a son poste pour être encore utile, sinon par son autorité, au moins par ses conseils.
Il est ensuite nommé par Monsieur, lieutenant général du royaume le 19 août 1814 (Charles, comte d'Artois), commissaire extraordinaire à Montpellier et est envoyé en qualité de commissaire dans les départements du midi, où son caractère conciliateur modère beaucoup la réaction violente qui commence à s'y manifester.

« Tout est changé en France : le langage de Latour-Maubourg, son attitude, sont les mêmes ; il défend avec la même ardeur, avec la même énergie, l'indépendance, les libertés de son pays et cette légalité protectrice toujours réclamée par les vaincus, et dont l'oubli compromet si souvent la victoire. »

Le 4 juin suivant, Louis XVIII le nomme pair de France. Il défend constamment, dans la session de 1814, les principes constitutionnels, et est toujours fidèle à la cause qu'il a si puissamment secondée dès les premières années de la Révolution.

Le 2 juin 1815 il accepte la pairie de Napoléon, et on le voit, toujours fidèle à ses principes, « signaler avec courage dans cette assemblée les actes arbitraires de cette malheureuse période » : 

« Depuis deux mois, dit-il, dans la séance du 20 juin, l'Empereur nous a annoncé que la monarchie constitutionnelle allait commencer : or, un des articles les plus importans de la constitution est que nul ne peut être exilé, arrêté, détenu, que de la manière prescrite par les lois. Nous devons demander aux ministres qu'ils nous lassent un rapport sur les exilés et les détenus ; la plupart ne le sont que sous les plus frivoles prétextes et prévenus seulement de délits imaginaires : sous l'empire d'une constitution, aucun individu ne doit être retenu prisonnier sans en connaître les motifs. Il faut que les uns en sortent sans délai, et que les autres soient renvoyés devaut les tribunaux pour être jugés. »

 Dans la séance du 21, il demande la publicité des délibérations relatives aux « désastres du Mont-Saint-Jean » : 

« Pourquoi, dit-il, un comité secret ? Je n'en conçois pas la nécessité. Il faut que notre délibération soit publique, afin que nos sentimens soient connus de la nation entière. »

 Dans celle du 22, lors de la discussion qui suivit l'exposé de la situation des armées après la « malheureuse journée de Waterloo », il s'écrie : 

« Ces nouvelles ont tout le caractère de l'invraisemblance : si les faits ne sont pas vrais, je demande que le ministre de la guerre soit mis en état d'accusation pour avoir voulu tromper la Chambre des pairs et celle des représentants. »

Il vote le 23 en faveur de la proposition de déclarer Napoléon II empereur des Français, par le fait de l'abdication de Napoléon Ier, et en vertu des constitutions de l'Empire (constitution de l'an XII et acte additionnel de 1815). Il a obtenu la parole, le 20 juin, pour une motion tendant à faire révoquer les commissions de haute police qui, disait-il, « avaient porté le trouble dans toutes les familles » : la précipitation des événements, et la crainte de gêner l'action du gouvernement, l'avaient empêché, les jours suivants, de prendre la parole ; mais, dans la séance du 25, lorsque, loin d'abolir ces commissions, on vint proposer des mesures de sûreté publique destructives de la liberté individuelle, il combattit avec force ces nouvelles mesures, en démontra l'inutilité, et demanda l'abolition des commissions.

### Seconde Restauration
Louis XVIII comprend Latour-Maubourg au nombre des pairs qui sont censés avoir donné leur démission en acceptant le mandat impérial, et une ordonnance royale du 24 juillet 1815 le prive de la pairie, qui lui est rendue quatre ans après par une autre ordonnance du 5 mars 1819, en considération des services rendus par sa famille à la légitimité : il siége jusqu'à sa mort et y défend toujours les opinions libérales.
Latour-Maubourg est nommé, le 18 mai de la même année, et le premier au scrutin, l'un des cinq membres de la commission spéciale chargée de l'examen du projet de loi relatif à l'abolition du droit d'aubaine, mais il ne reparait plus à la tribune et meurt à Paris le 28 mai 1831. Il est inhumé au cimetière de Montmartre.

## Récapitulatif

### État de service
- vers 1780 : capitaine au régiment de Noailles[9] ;
- 13 avril 1780 - 1791 : mestre de camp au régiment de Soissonnais ;
- 6 juillet 1791 - février 1792 : colonel du 3e régiment de chasseurs à cheval, « ci-devant chasseurs des Flandres » ;
- 6 février 1792 : maréchal de camp ;
- 6 février 1792 - 16 août 1792 : affecté à l'armée du Centre (déserte avec La Fayette).
- 1792-1797 : en captivité ;
- 1799 : rentre en France ;
- 27 avril 1803 : mis en réforme ;
- 7 juillet 1811 : admis en retraite ;
- 19 août 1814 : lieutenant-général ;
- 8 août 1815 : commandant le département de la Gironde ;
- 18 août 1816 : inspecteur d'infanterie dans la 16e division militaire ;
- 27 avril 1817 : inspecteur de cavalerie dans la 22e division militaire ;
- 30 décembre 1818 : commandant de la 1re subdivision de la 5e division militaire (Haut-Rhin) ;
- 21 avril 1820 : commandant de la 4e subdivision de la 1re division militaire (Seine-et-Marne) ;
- 3 juillet 1822 inspecteur de cavalerie ;
- 23 juin 1824 : inspecteur général du 6e arrondissement d'infanterie ;
- 29 juin 1825 : inspecteur général du 9e arrondissement d'infanterie ;
- 17 mai 1826 : inspecteur général du 7e arrondissement d'infanterie.

Sources,:

### Titres
- Dernier seigneur de Thenelles (1780-1789), par son mariage avec Marie-Charlotte Pinault-Desjaunaux[9] :
  - Le domaine qui n'a pas été vendu à la Révolution, reste à la famille de Faÿ de Latour-Maubourg  jusqu'à sa vente en 1868 ;
- comte Defay de Latour-Maubourg et de l'Empire (lettres patentes de mai 1808, Bayonne)[12] ;
- Pair de France[13] :
  - Pair « à vie » par l'ordonnance du 4 juin 1814 ;
  - Pair des Cent-Jours (2 juin 1815) ;
  - Révoqué par l'ordonnance du 24 juillet 1815 ;
  - Baron-pair héréditaire (5 mars 1819, lettres patentes du 23 septembre 1820).

### Distinctions
|  |  |

- Légion d'honneur :
  - Légionnaire (11 décembre 1803), puis,
  - Commandant de la Légion d'honneur (14 juin 1804).
- Chevalier de Saint-Louis (17 août 1790).

### Armoiries
| Figure | Blasonnement |
|        | Armes du comte Defay de Latour-Maubourg et de l'Empire De gueules, à la cottice d'or chargée en abîme d'une fouine d'azur ; franc-quartier des comtes-sénateurs., - Livrées : jaune, bleu et rouge                             |
|        | Armes du comte de La Tour-Maubourg, baron-pair héréditaire, De gueules à la bande d'or, chargée d'une fouine d'azur., SupportsDeux lions. Devise« Par toute voie chemine » ; Armes parlantes (Fouine (fayne en patois) ⇒ Faÿ). |

### Ascendance et postérité
Charles-César de Faÿ était le fis aîné de Claude-Florimond de Faÿ de La Tour-Maubourg (1712-1790), comte de Coisse (dit « le comte de La Tour-Maubourg »), et de Marie-Françoise, fille de Nicolas Vachon (1687-1752), marquis de Belmont, docteur en droit, avocat au parlement de Grenoble.
Son père, Claude-Florimond de Faÿ (1712-1790), capitaine de cavalerie, chevalier, seigneur (« comte ») de Coisse, baron de Dunières, seigneur du Mazel, de Pleyné, de Salette, de Joyeuse La Roue, de Riotord, de La Motte-de-Galaure, baron de Privas, veuf et sans hoirs de son premier mariage avec Marie Agnès Césarine de Faÿ-Gerlande (1736-1753), a hérité de tous les biens du grand-père de cette dernière (le maréchal de Latour-Maubourg) en Velay et en Vivarais (dont le domaine de Maubourg), avec charge de reprendre le nom de La Tour-Maubourg .
Charles-César a deux frères cadets et une sœur :
1. Victor (1768-1850), marquis de La Tour-Maubourg (1817), également général d'Empire puis pair de France (1814) et ministre de la Guerre (1819-1821) ;
2. Marie (1770 - 12 août 1850), mariée avec Gérard Bidault de Maisonneuve, dont postérité ;
3. Just-Charles-César (La Motte-de-Galaure, 8 juin 1774 - Paris, 17 février 1846). Colonel de l'armée française sous l'Ancien Régime, il est déclaré traître à la Nation le 19 août 1792, en même temps que son frère aîné et le marquis de La Fayette. Capturé par les Autrichiens, il est libéré peu après. C'est en venant rejoindre (1798, à Wittmoldt, Allemagne) son frère aîné libéré, qu'il fait la rencontre d'Anastasie du Motier de La Fayette (1777-1863). Il l'épouse la même année et en a cinq filles, dont Jenny, aïeule de la reine Paola de Belgique.

- Charles-César de Faÿ épousa, le 26 janvier 1778 à Paris, Marie-Charlotte-Henriette Pinault  de Thenelles[19] (Paris, 4 juin 1760 - Paris, 18 juin 1837). Ensemble, ils ont :
  - Just-Pons-Florimond (Paris, 9 octobre 1781 - Rome, 23 mai 1837), marquis de La Tour-Maubourg, auditeur au conseil d'État, diplomate, pair de France, grand officier de la Légion d'honneur, marié, le 11 octobre 1815 à Paris, avec Caroline Béatrix « Perrone di San Martino » (Turin, 27 janvier 1788 - Paris, 20 juin 1855), comtesse de Margnolas et de l'Empire, sœur d'Hector Perron de Saint-Martin et veuve d'Étienne Vincent de Margnolas, dame du palais de l'impératrice Joséphine (1804-1810) puis de l'impératrice Marie-Louise (1810-1814), dont :
    - Postérité ;

  - Adèle (22 septembre 1782 - Paris, 27 juillet 1811), mariée, le 20 septembre 1801 par contrat devant Me Jean-Louis Bro, notaire à Paris, avec François Stellaye de Baigneux (1772-1850), marquis de Courcival, dont postérité ;
  - Alfred-Florimond-Louis (1784-1809 de ses blessures en Espagne), capitaine ;
  - Rodolphe (Paris, 8 octobre 1787 - Boissise-la-Bertrand, 31 mai 1871), comte de La Tour-Maubourg, lieutenant général (1835), pair de France (1845), grand officier de la Légion d'honneur, sans alliance ;
  - Marie-Stéphanie-Florimond (30 septembre 1790 - 21 février 1868), mariée, le 15 septembre 1810 avec Antoine-François, 1er comte Andréossy (1761-1828), dont Étienne-Auguste, 2e comte Andréossy (Paris, 20 octobre 1811 - Paris, 18 avril 1835), mort d'une chute de cheval, sans alliance ;
  - Éléonore-Marie-Florimonde (1799-1831), mariée avec Charles-Lucas « comte » Pinckney Horry, propriétaire de la « Harrietta Plantation (en) » et du château de Boissise-la-Bertrand ;
  - Charles-Armand-Septime (Passy (Seine), 21 juillet 1801 - Marseille, 18 avril 1845), comte de La Tour-Maubourg, maître des requêtes au Conseil d'État, ambassadeur, pair de France, commandeur de la Légion d'honneur, marié, (1°) le 18 mai 1833, avec Octavie-Adèle (26 décembre 1814 - Bruxelles, 18 avril 1834), fille de Pierre, 1er comte Daru (1767-1829), puis, (2°) en août 1836, avec Marie-Louise-Charlotte (4 novembre 1816 - 4 novembre 1850), fille de Jacques Thomas, marquis de Pange (1770-1850). De ses deux unions, le comte eut :
    - Postérité.